# Spotsylvania County
Spotsylvania County is een van de 95 county's in de Amerikaanse staat Virginia. Daarnaast kent Virginia 39 onafhankelijke steden die niet tot county's behoren.
De county heeft een landoppervlakte van 1.038 km² en telt 90.395 inwoners (volkstelling 2000). De hoofdplaats is Spotsylvania Courthouse.

## Geschiedenis

### Amerikaanse Burgeroorlog
Tussen 30 april en 6 mei 1863 vond in Spotsylvania County de Slag bij Chancellorsville plaats. Een jaar later waren er nog twee veldslagen, de Slag in de Wildernis (5-7 mei 1864). Deze slag vond plaats in Spotsylvania en Orange County. En direct erna volgde de Slag bij Spotsylvania Court House (8-21 mei 1864).

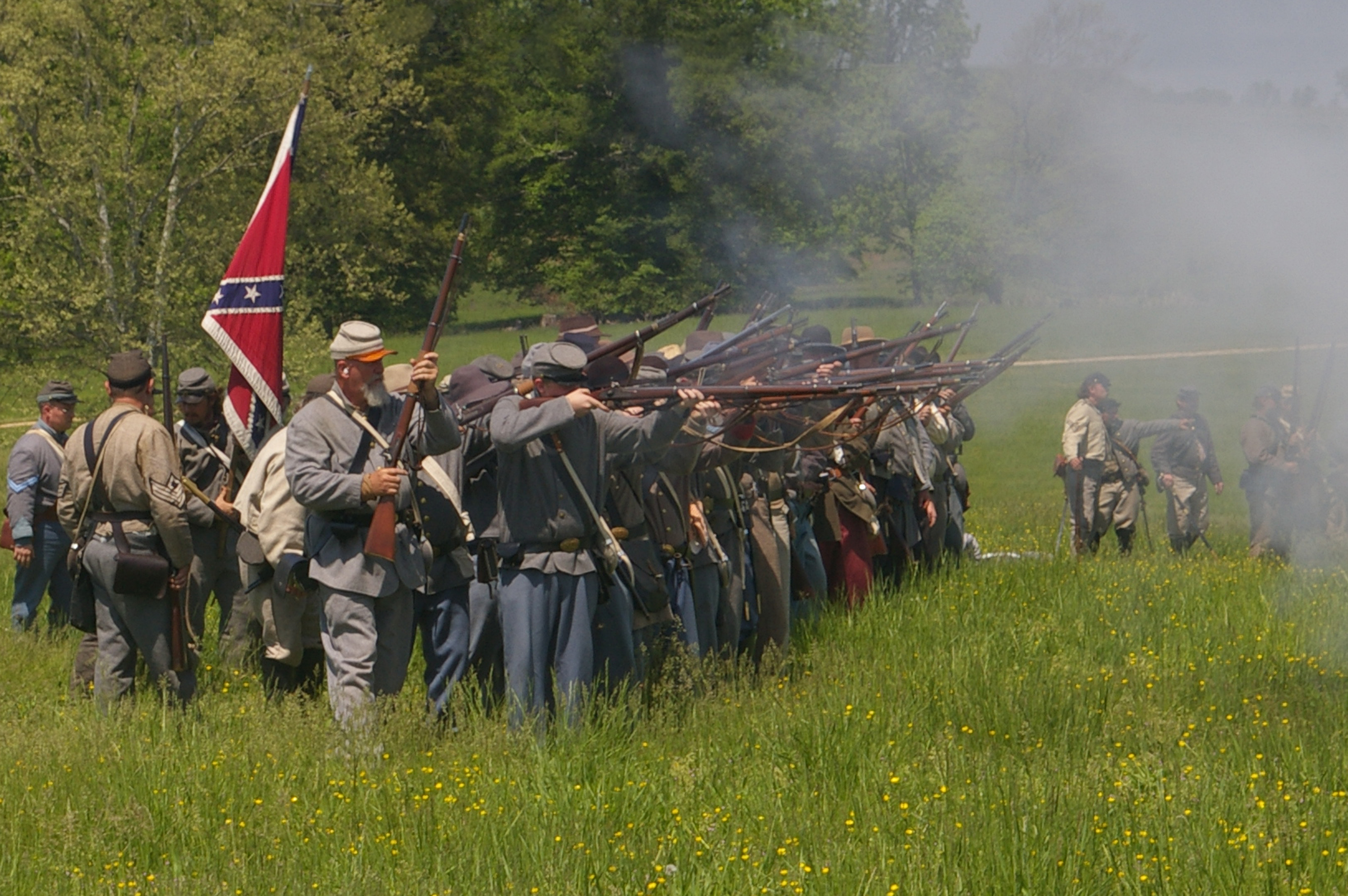
Re-enactment van de Slag bij Chancellorsville
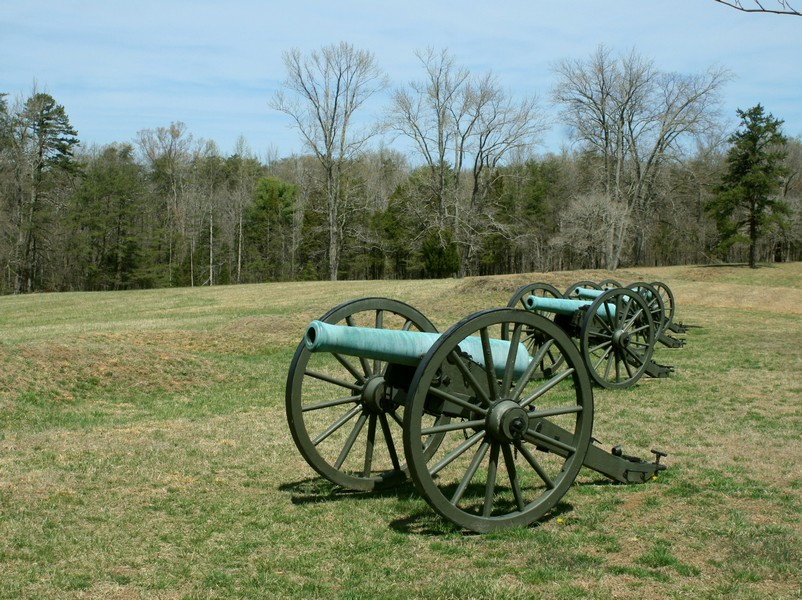
De artillerie op het slagveld